# Lake Hamilton (Arkansas)
Lake Hamilton è un census-designated place (CDP) degli Stati Uniti d'America, situato in Arkansas, nella contea di Garland.